# Kurt Fearnley
Kurt Harry Fearnley (Cowra, Australia, 23 de marzo de 1981) es un corredor de silla de ruedas australiano. Tiene un trastorno congénito llamado agenesia sacra que impidió el desarrollo prenatal de ciertas partes de su columna vertebral inferior y todo su sacro. En los eventos paralímpicos se encuentra en la clasificación T54. Se centra en carreras de sillas de ruedas de larga y media distancia, y también ha ganado medallas en relevos de velocidad. Participó en los Juegos Paralímpicos de 2000, 2004, 2008 y 2012. Terminó su carrera en los Juegos Paralímpicos con medallas de plata y bronce en los Juegos Paralímpicos de Río 2016. Ganó una medalla de oro y plata en los Juegos de la Mancomunidad de 2018 y fue el abanderado de Australia en la ceremonia de clausura.

## Biografía
Fearnley nació el 23 de marzo de 1981 en la ciudad de Cowra, Nueva Gales del Sur, siemenor de cinco hijos.  Nació con agenesia sacra; le faltan ciertas partes de su columna vertebral inferior y todo su sacro. Al nacer, los médicos no creían que viviría más de una semana.  Creció en la pequeña ciudad de Carcoar, Nueva Gales del Sur.  En la escuela, participó en todos los deportes, incluidos el atletismo y la liga de rugby. Ganó su primera medalla de atletismo en salto de altura. Comenzó las carreras de sillas de ruedas a los 14 años y lo llevó a un nivel élite a los 17 años. 
Después de terminar la secundaria en Blayney, se mudó a Sídney para entrenar y comenzar una licenciatura en Movimiento Humano. Vive en Newcastle y es profesor. Mide 1,4 metros (1,5 yd) de alto y pesa 50 kilogramos (110,2 lb).  
En 2010, se casó con Sheridan Rosconi en Glenrock Lagoon. Se conocieron mientras estudiaban en la Universidad Charles Sturt en Bathurst en Nueva Gales del Sur. Su primer hijo, Harry, nació en 2013 y su segunda hija, Emilia nació en 2017.
En 2014, se publicó su autobiografía Pushing the Limits: Life, Marathons & Kokoda.

## Carrera deportiva

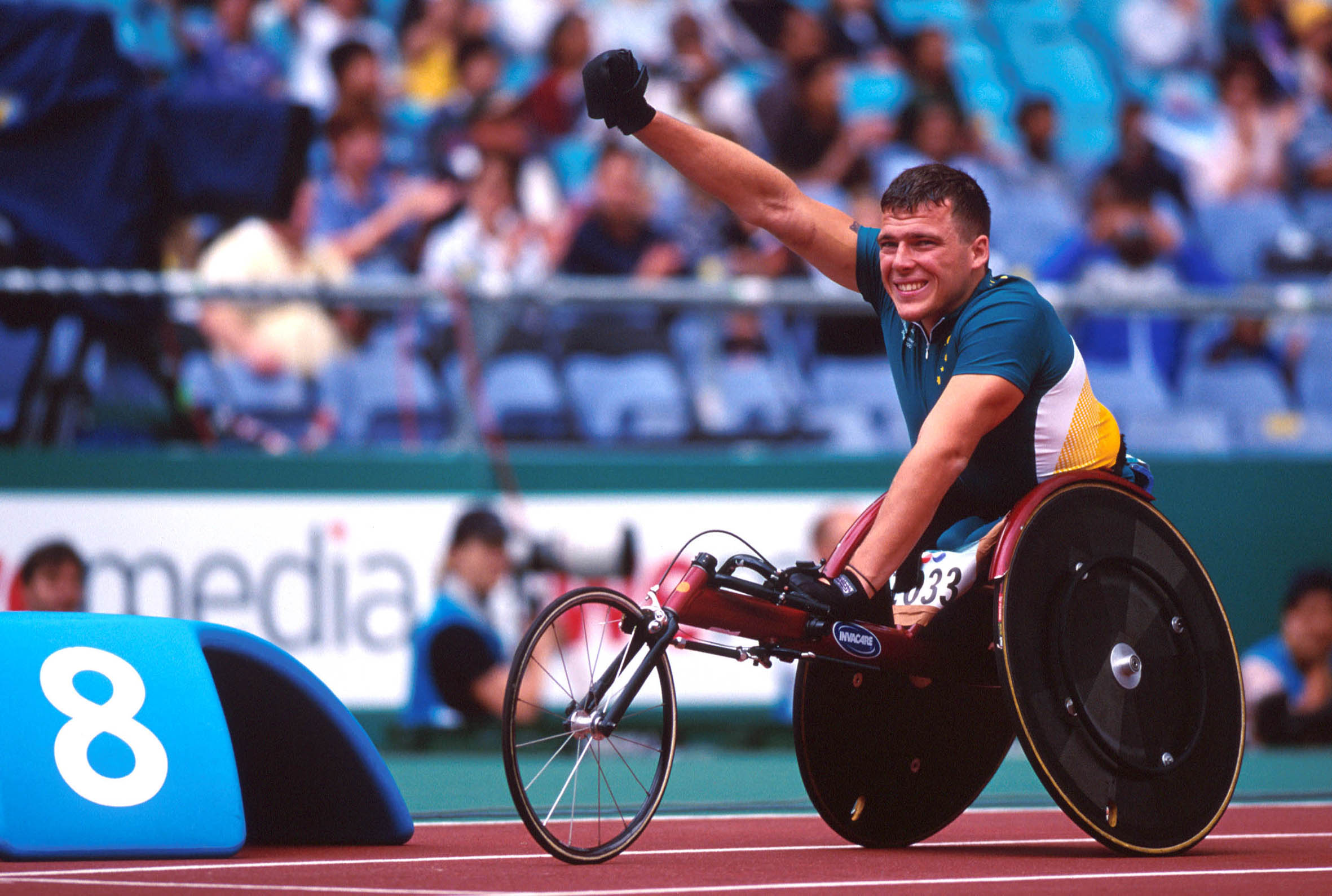
Fearnley saluda a la multitud en los Juegos Paralímpicos de Sídney 2000.

En 1997, era miembro de la Academia de Deportes de la Región Oeste y en los  Juegos Paralímpicos de 2000 representó a Australia. En estos juegos, ganó dos medallas de plata en los 800 m y 4 × 100 m. También representó a su país en el deporte de demostración de silla de ruedas 1500 metros masculino, donde llegó cuarto. Asistió al Campeonato Mundial de Atletismo IPC 2002 en Birmingham, Inglaterra y terminó séptimo en los 400 m y 800 m T54 . 
En los Juegos Olímpicos de 2004, terminó quinto en el deporte de demostración de silla de ruedas 1500 metros masculino. Después de esto ganó dos medallas de oro en los eventos de 5000 m T54 y la maratón T54 de los Juegos Paralímpicos de Atenas 2004, por el cual recibió una Medalla de la Orden de Australia. En el Campeonato Mundial de Atletismo IPC 2006 en Assen, Países Bajos, ganó tres medallas de oro y una medalla de bronce. Participando en su tercer Paralímpico en Beijing, ganó una medalla de oro en el maratón T54, dos medallas de plata en el 800   m T54 y 5000   m T54 y una medalla de bronce en el 1500   m T54 evento.  
El 30 de septiembre de 2009,  realizó una subida de entrenamiento de los escalones, 1.504 en total, de la escalera de incendios del Centrepoint Tower en Sídney en 20   minutos. Aunque lejos del récord de 6m 52s para la escalada anual de caridad Sydney Tower Run-up, el gerente de la Torre dijo que esto fue más rápido que los 25 minutos requeridos por la mayoría de las personas sin discapacidad. En 2009, ganó su cuarto título de maratón de la ciudad de Nueva York, su tercer título consecutivo en el maratón de Chicago, así como victorias en Seúl, París, Londres y Sídney. En noviembre de 2009, se arrastró por el sendero Kokoda acompañado de familiares y amigos en apoyo de Movember y Beyond Blue. Completó los 96 kilómetros (59,7 mi) de  viaje en 10 días. En 2009, fue galardonado con el premio Joven Australiano del Año por Nueva Gales del Sur.
Participa activamente en el trabajo de defensa y ha sido embajador de la campaña Don't DIS my ABILITY durante cuatro años. También fue embajador del Día Internacional de las Personas con Discapacidad en 2010. En 2010, compitió nuevamente en el maratón de Nueva York, ocupando el tercer lugar. Ese mismo año su imagen apareció en la medalla para el Blackmores Sydney Running Festival 2010. También ganó una medalla de oro en los Juegos de la Mancomunidad de 2010 en el evento de 1500   m T54.
A principios de 2011 en el Campeonato Mundial de Atletismo IPC en Christchurch, Nueva Zelanda, ganó el maratón. Más adelante compitió en la Regata Sídney-Hobart.

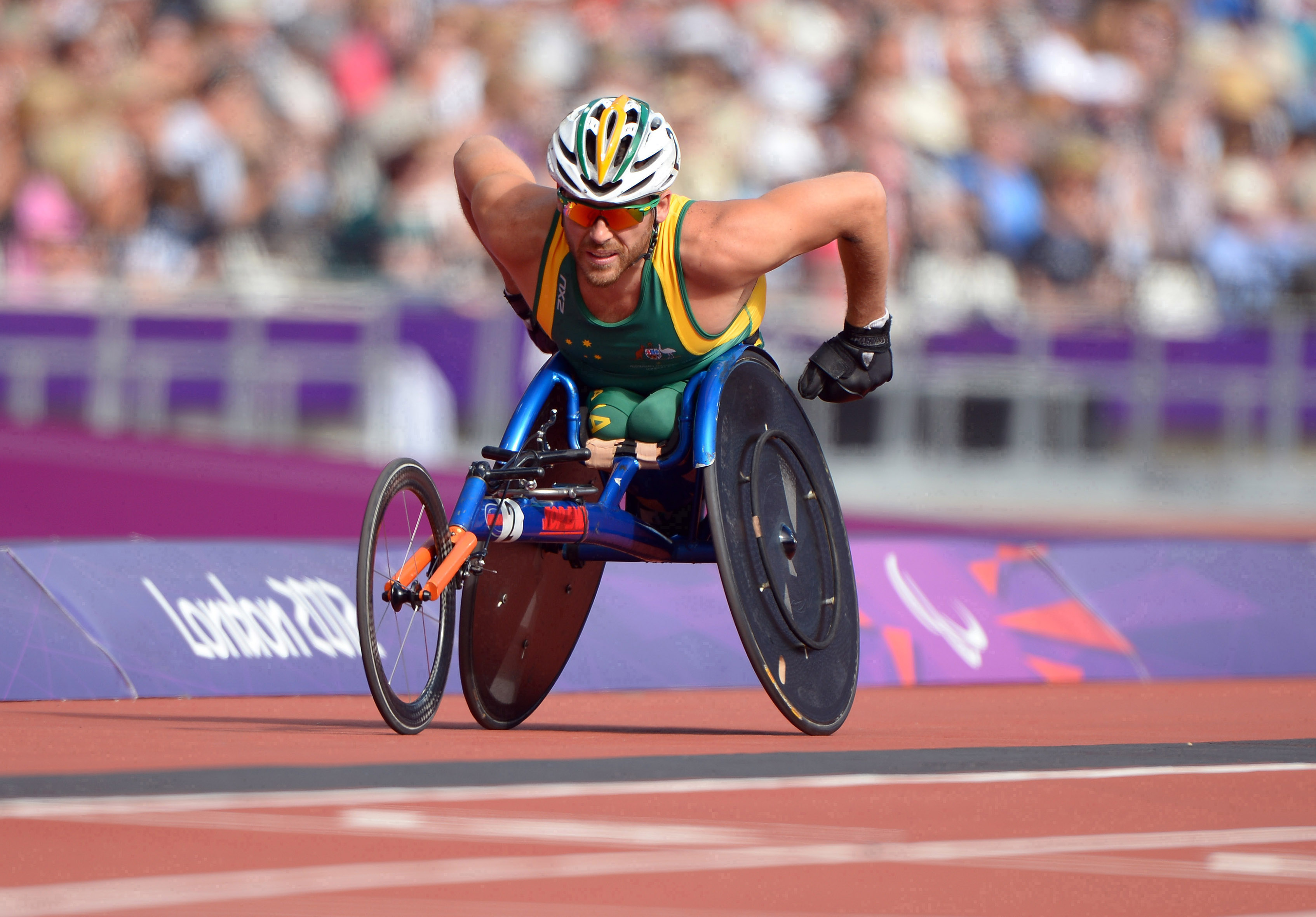
Fearnley compitiendo en los Juegos Paralímpicos de Londres 2012

En los Juegos Paralímpicos de Londres de 2012, su objetivo era ser la primera persona en ganar tres medallas de oro consecutivas en el maratón T54. Sin embargo, ganó una medalla de bronce en el Maratón masculino T54 y una de plata en el evento ddedde 5000 masculino.   m T54.  
Ganó una medalla de bronce en el evento de 1500   m T54 en los Juegos de la Commonwealth de Glasgow 2014; había estado luchando contra un virus en los días previos. En noviembre de 2014, ganó su quinto evento de silla de ruedas del Maratón de Nueva York. Después de la competencia, declaró "Esa fue una de las carreras más duras de mi vida" debido a los fuertes vientos que casi obligaron a cancelarla.
En el Campeonato Mundial de Atletismo IPC 2015 en Doha, terminó cuarto en el evento de 5000 metros masculino T54 y no progresó a la final del evento de 1500 m masculino T54. Dejó Doha inmediatamente para competir en el Maratón de Nueva York, donde terminó quinto después de estrellarse en la marca de las 12 millas. En el Día de Australia de 2016, ganó la Oz Day 10K Wheelchair Road Race por décima vez uniéndose a Louise Sauvage como  ganadores de esta prestigiosa carrera en silla de ruedas.
En Río de Janeiro en 2016, ganó la medalla de plata en el Maratón masculino T54 y la medalla de bronce en el masculino T53 / 54 de 5000 m. Fearnley indicó que correría en el maratón de sillas de ruedas en los Gold Coast Commonwealth Games 2018 y continuaría corriendo maratones en el circuito internacional. Al final de la maratón, dijo: "Una de mis mayores fortalezas es que enfrento las molestias mejor que la mayoría".  
En el Campeonato Mundial de Para  Atletismo 2017 en Londres, Inglaterra, terminó sexto en los eventos T54 de 1500 m y 5000 m.
En los Juegos de la Mancomunidad de 2018, ganó la medalla de oro en el Maratón T54 Masculino y plata en el 1500 T54 Masculino. Se le otorgó el honor del abanderado en la ceremonia de clausura.